# Marx (Familienname)
Marx ist ein Familienname. Der Name Marx zählt zu den 200 häufigsten Familiennamen in Deutschland.

## Herkunft und Bedeutung
Der Name Marx ist polygenetisch:
- Er ist, wie seine Schreibvariante Marks, eine Kurzform des ursprünglich lateinischen Rufnamens Markus;
- er ist eine patronymische Bildung zu Mark, der Kurzform von Rufnamen, die mit dem Wort marka, althochdeutsch für „Grenze, Grenzland, Gesamteigentum einer Gemeinde“, gebildet sind, beispielsweise Markward/t, Markhard/t;
- er ist eine Variante des Namens Marz, einer mit z-Suffix gebildeten Koseform von Rufnamen, die mit dem althochdeutschen Namenwort māri gebildet sind, beispielsweise Marhold, Volkmar;
- er ist eine Variante von Marsch, einem Wohnstättennamen zu mittelniederdeutsch marsch „Marsch, fruchtbare Niederung am Flussufer oder am Meer“;
- als jüdischer Name ist er ein Ersatzname für Mordechai.

## Namensträger

### A
- Adolf Marx (Politiker) (1898–1977), deutscher Politiker (NSDAP)
- Adolf Marx (Unternehmer) (1936–2010), deutscher Unternehmer und Menschenrechtsaktivist
- Adolf Marx (Sportfunktionär) (* 1941/1942), deutscher Wassersportler und Sportfunktionär
- Adolf Günther-Marx (1890–1951), Schweizer Fabrikant
- Adolf Fjodorowitsch Marx (1838–1904), deutscher Buchhändler und Verleger
- Adolph Marx (1915–1965), katholischer Bischof
- Adolph Arthur Marx, Geburtsname von Harpo Marx
- Adolph Bernhard Marx (1795–1866), deutscher Musikwissenschaftler und Komponist
- Albert Marx (1877–1977), deutscher Architekt
- Alena Marx (* 2000), Schweizer Kanutin
- Alexander Marx (Kupferstecher) (um 1815–1851), deutscher Maler, Kupfer- und Stahlstecher und Verleger
- Alexander Marx (1878–1953), US-amerikanischer Historiker, Judaist, Bibliograf und Bibliothekar
- Alexander Marx (Mediziner) (* 1956), deutscher Pathologe und Hochschullehrer
- Alexander Richard Marx (1815–1851), deutscher Maler, Kupfer- und Stahlstecher sowie Verleger
- Alfred Marx (1899–1988), deutscher Jurist und Richter
- Alois Marx (1900–1979), deutscher Politiker (CDU), MdL
- Alparslan Babaoglu-Marx (* 1964), Kabarettist
- André Marx (* 1973), deutscher Schriftsteller
- Andreas Marx (* 1968), deutscher Chemiker
- Anne Marx (1913–2006), US-amerikanische Lyrikerin
- Annette Maria Marx (* 1960), deutsche Diseuse und Kabarettistin, siehe Nessi Tausendschön
- Anton Marx (Architekt) (1858–1921), deutscher Architekt und Kirchenmaler
- Anton Maria Marx (1886–1939), österreichisch-tschechischer Gerichtsmediziner
- Ariel Marx, US-amerikanische Filmkomponistin
- Arthur Marx (1921–2011), US-amerikanischer Autor
- August Marx (Philologe) (1864–1934), deutscher Altphilologe
- August Marx (1906–1990), deutscher Wirtschaftswissenschaftler und Priester

### B
- Barbara Stelzl-Marx (* 1971), österreichische Historikerin
- Bernd Marx (* 1947), deutscher Ingenieur und Hochschullehrer
- Bernhard Marx (Sänger) (1823–1887), deutscher Buchbinder, Mundartdichter, Dirigent und Sänger
- Bernhard Marx (1919–?), deutscher Fußballspieler
- Bernhard Marx (Organist) (* 1949), deutscher Organist, Kirchenmusiker und Hochschullehrer
- Bill Marx (* 1937), US-amerikanischer Jazzmusiker
- Brian Douglas Marx (1960–2021), US-amerikanischer Hochschullehrer für experimentelle Statistik

### C
- Carl Marx (Architekt) (1829–1912), deutscher Architekt und Stadtbaurat
- Carl Marx (Sänger) (1861–1933), deutscher Sänger (Bass) und Theaterregisseur
- Carl Marx (Maler) (1911–1991), deutscher Maler
- Caroline Marx (1824–1847), Schwester von Karl Marx, siehe Geschwister Marx#Caroline Marx
- Charles Marx (1903–1946), luxemburgischer Arzt, Politiker und Widerstandskämpfer
- Chico Marx (Leonard Marx, 1887–1961), amerikanischer Komiker
- Christoph Marx (Historiker, 1931) (1931–2016), Schweizer Historiker
- Christoph Marx (Historiker, 1957) (* 1957), deutscher Historiker
- Christoph Marx (Historiker, 1971) (* 1971), deutscher Historiker und Publizist
- Claudia Marx (* 1978), deutsche Leichtathletin
- Claudius Marx (* 1959), deutscher Jurist
- Claus Marx (* 1931), deutscher Hochschullehrer und Universitätsrektor
- Clemens Marx (1871–1953), deutscher Bauingenieur und Reichsbahnbeamter
- Cornelia Coenen-Marx (* 1952), deutsche evangelisch-reformierte Theologin, Pastorin und Publizistin

### D
- Dick Marx (1924–1997), US-amerikanischer Jazz-Pianist und Filmkomponist
- Dominik Marx (* 1963), deutscher Chemiker und Hochschullehrer
- Dorothea Marx (* 1957), deutsche Politikerin (SPD)

### E
- Eberhard Marx (Kunsthistoriker) (1914–1995), deutscher Kunsthistoriker und Museumsleiter
- Eberhard Marx (Designer) (* 1951), deutscher Industriedesigner und Maler
- Ed Marx (* 1947), US-amerikanischer Filmeditor
- Eduard Marx (Kaufmann) (1768–1854), kgl.-bayerischer Hofjuwelier und dänischer Kommerzienrat
- Eduard Marx (Fabrikant) (1854–1904), deutscher Fabrikant
- Eleanor Marx (1855–1898), englische Sozialistin und Autorin, Tochter von Karl Marx
- Elena Lux-Marx (* 1944), deutsche Malerin
- Ellen Marx (Menschenrechtlerin) (1921–2008), deutsch-argentinische Menschenrechtlerin
- Ellen Marx (Künstlerin) (1939–2023), deutsch-französische Künstlerin
- Emil Marx (1895–1963), deutscher Politiker (CDU), MdL
- Enrico Marx (* 1976), deutscher Neonazi
- Erich Marx (Skilangläufer) (1906–??), deutscher Skilangläufer
- Erich Marx (Unternehmer) (1921–2020), deutscher Unternehmer, Kunstsammler und Mäzen
- Erich Marx (Museumsleiter) (* 1947), österreichischer Historiker und Museumsleiter
- Erich Marx-Weinbaum (1888–1966), deutsch-schweizerischer Jurist und Verleger
- Erich Anselm Marx (1874–1956), deutscher Physiker und Hochschullehrer
- Ernst Marx (Historiker) (1865–1949), deutscher Historiker und Bibliothekar
- Ernst Ritter von Marx (1869–1944), deutscher Kommunalpolitiker
- Ernst Marx (Mediziner) (1931–2011), deutscher Chirurg und Hochschullehrer
- Ernst Julius Marx (1728–1799), deutscher Orgelbauer
- Erwin Marx (1841–1901), deutscher Architekt und Hochschullehrer
- Erwin Otto Marx (1893–1980), deutscher Ingenieurwissenschaftler
- Eugen Marx (1844–1934), österreichischer Verleger

### F
- Falko Marx (1941–2012), deutscher Goldschmied
- Ferdinand Marx (1848–1915), deutscher Spiegelglasfabrikant
- Fernande Marx (1908–1946), luxemburgische Frauenrechtlerin
- Frank Christian Marx (* 1977), deutscher Schauspieler
- Franz Marx (Politiker, 1875) (1875–1935), deutscher Politiker (SPD), MdL Preußen
- Franz Marx (Maler) (1889–1960), deutscher Maler
- Franz Marx (Politiker, 1903) (1903–1985), deutscher Politiker (SPD) und Widerstandskämpfer
- Franz Marx (Politiker, 1922) (1922–1985), österreichischer Politiker (ÖVP), Burgenländischer Landtagsabgeordneter
- Franz Marx (Architekt) (* 1926), österreichischer Architekt
- Franz Marx (Regisseur), Regisseur, Drehbuchautor und Filmproduzent
- Franz Marx (Ringer) (* 1963), österreichischer Ringer
- Frederick Marx, US-amerikanischer Filmeditor, Regisseur und Produzent
- Fridhelm Marx (1945–2021), deutscher Verwaltungsbeamter
- Friedhelm Marx (* 1963), deutscher Literaturwissenschaftler
- Friedrich Marx (Autor) (1830–1905), österreichischer Dichter
- Friedrich Marx (Philologe) (1859–1941), deutscher Klassischer Philologe
- Friedrich Emanuel Marx (1767–1826), deutscher Orgelbauer
- Fritz Marx (Politiker) (1900–1985), deutscher Landwirt und Politiker (NSDAP), MdR
- Fritz Morstein Marx (1900–1969), deutsch-amerikanischer Politikwissenschaftler

### G
- Gary Marx, englischer Gitarrist und Komponist
- Gary T. Marx (* 1938), amerikanischer Soziologe
- Georg Marx (Ingenieur) (1846–1904), deutscher Ingenieur
- Georg Marx (Fotograf) (1887–1971), deutscher Fotograf und Postkartenverleger (Atelier Photo Marx Glatz)
- George Marx (Zoologe) (1838–1895), deutsch-amerikanischer Arachnologe
- George Marx (Bankier) (1843–1927), deutscher Bankier
- Gerhard Marx-Mechler (1919–2008), deutscher Dramaturg, Schriftsteller und Rundfunkautor
- Gernot Marx (* 1966), deutscher Intensivmediziner und Hochschullehrer an der RWTH Aachen
- Gerry Marx (1926–2006), US-amerikanischer Schauspieler
- Gertrud Marx (Schriftstellerin) (geb. Simon; 1851–1916), deutsche Dichterin
- Gertrud Marx (1904–1989), deutsche Widerstandskämpferin
- Gisela Marx (* 1942), deutsche Journalistin und Produzentin
- Groucho Marx (Julius Henry Marx, 1890–1977), amerikanischer Schauspieler und Komiker
- Gummo Marx (Milton Marx, 1892–1977), amerikanischer Schauspieler und Komiker
- Günter Marx (Chemiker, 1932) (1932–2014), deutscher Radiochemiker
- Günter Marx (Chemiker, 1938) (1938–2017), deutscher Physikochemiker
- Günter Marx (Violinist) (* 1943), deutscher Violinist und Musikherausgeber
- Gustav Marx (1855–1928), deutscher Maler
- Gustav Marx von Söhnen (1882–1960), deutscher Maler

### H
- Hans Marx (Unternehmer) (1872–1935), deutscher Unternehmer
- Hans Marx (Jurist) (1882–1973), deutscher Jurist
- Hans Marx (Fotograf) (1916–1999), US-amerikanischer Fotograf und Journalist
- Hans-Joachim Marx (Komponist) (1923–2010), deutscher Komponist und Dirigent
- Hans Joachim Marx (Musikwissenschaftler) (* 1935), deutscher Musikwissenschaftler
- Hans-Joachim Marx (Joe Marx; 1954/1955–2024), deutscher Zuhälter und Drogendealer, Mitglied der Chikago-Bande
- Harald Marx (Kunstwissenschaftler) (* 1942), deutscher Kunstwissenschaftler
- Harald Marx (Psychologe) (* 1947), deutscher Psychologe und Hochschullehrer
- Harpo Marx (Adolph Arthur Marx, 1888–1964), US-amerikanischer Entertainer, Pantomime und Schauspieler
- Heinrich Marx (Justizrat) (1777–1838), deutscher Jurist
- Heinrich Marx (Bischof) (1835–1911), Weihbischof von Breslau
- Heinrich Marx (General) (1858–1926), österreichischer Feldmarschall-Leutnant
- Heinrich Marx (Politiker) (1879–1938), deutscher Jurist, Mitglied des Provinziallandtages der Provinz Hessen-Nassau
- Heinrich Marx (Pfarrer) (1885–1971), deutscher Priester und Heimatforscher
- Heinz Marx (Zahnmediziner) (1920–2014), deutscher Zahnmediziner und Hochschullehrer
- Heinz Marx (1939–2022), deutscher Fußballspieler
- Hellmut Marx (1901–1945), deutscher Internist
- Hellmuth Marx (1915–2002), österreichischer Bildhauer
- Helmut Marx (Physiker) (1918–nach 1970), deutscher Physiker und Hochschullehrer
- Helmut Marx (Jurist) (* 1954), deutscher Jurist
- Helmuth Marx (* 1952), deutscher Maler
- Henriette Marx (1788–1863), Mutter von Karl Marx, siehe Henriette Presburg
- Henriette Marx (1820–1845), Schwester von Karl Marx, siehe Geschwister Marx #Henriette Marx
- Henry Marx (Schriftsteller) (1882–1954), französischer Schriftsteller
- Henry Marx (Journalist) (1911–1994), deutscher Journalist, Theater- und Musikkritiker sowie Buchautor
- Henry Marx (Politiker) (* 1982), deutscher Politiker (SPD)
- Herbert Marx, bekannt als Zeppo Marx (1901–1979), US-amerikanischer Schauspieler
- Herbert Marx (Mediziner) (1925–2016), deutscher Kinderarzt
- Herbert Marx (Tischtennisspieler) (* 1932), deutscher Tischtennisspieler
- Hermann Marx (1819–1842), Bruder von Karl Marx, siehe Geschwister Marx #Hermann Marx
- Hermann Marx (Gärtner) (1870–1948), deutscher Gartenarchitekt und Autor
- Hermann Marx (Mediziner) (1877–1953), deutscher HNO-Arzt und Hochschullehrer
- Hermann Marx (Kaufmann) (1890–1940), deutscher Kaufmann
- Hilde Marx (1911–1986), deutsche Lyrikerin, Schriftstellerin und Journalistin
- Hildegard Marx (1912–1992), deutsche Politikerin (SPD), Mitglied des Abgeordnetenhauses von Berlin
- Horst Marx (Fußballspieler) (* 1933), deutscher Fußballspieler
- Horst Dieter Marx (1956–2015), deutscher Fernsehautor, Texter und Journalist
- Horst Günter Marx (* 1955), deutscher Schauspieler
- Hugo Marx (Mediziner) (1864–1920), deutscher Gerichtsmediziner und Autor
- Hugo Marx (Jurist) (1892–1979), deutscher Jurist und Publizist
- Hymen Marx (1925–2007), US-amerikanischer Biologe

### J
- Jacob Marx (Politiker) (1926–1992), deutscher Politiker (CDU)
- Jacques Marx (* 1936), Vorsitzender der jüdischen Gemeinde Duisburg-Mülheim-Oberhausen
- Jakob Marx (Kirchenhistoriker, 1803) (1803–1876), deutscher Kirchenhistoriker, Domkapitular und Abgeordneter
- Jakob Marx (Kirchenhistoriker, 1855) (1855–1924), deutscher Kirchenhistoriker
- Jan-Hendrik Marx (* 1995), deutscher Fußballspieler
- Jean-Jacques Marx (* 1957), französischer Fußballspieler und -trainer
- Jenny Marx (1814–1881), deutsche Sozialistin, Ehefrau von Karl Marx
- Jenny Caroline Marx, Geburtsname von Jenny Longuet (1844–1883), Tochter von Karl Marx und Jenny Marx
- Joachim Marx (* 1944), polnischer Fußballspieler
- Johann Marx (1608–1687), deutscher evangelischer Pfarrer
- Johann Wilhelm Marx (1784–1836), Nürnberger Zinngießer und Mundartdichter
- Johannes Marx (Maler) (auch Johan Marx; 1866–1933/1937), deutscher Maler
- Johannes Marx (Politikwissenschaftler) (* 1976), deutscher Politikwissenschaftler und Hochschullehrer
- Josef Marx (Eisstockschütze), österreichischer Eisstockschütze
- Josef Marx (Oboist) (1913–1978), US-amerikanischer Oboist
- Josef Marx (Fußballspieler) (1934–2008), deutscher Fußballspieler
- Joseph Marx (1882–1964), österreichischer Komponist und Musikpädagoge
- Joseph Mattern Marx (1792–1836), deutscher Pianist und Violoncellist
- Jules Marx (geb. Julius Marx, 1882–1944), deutscher Theater- und Varieté-Betreiber und -Direktor
- Julius Marx (Unternehmer) (1888–1970), deutscher Unternehmer, Schriftsteller und Widerstandskämpfer
- Julius Marx (Historiker) (1894–1975), österreichischer Historiker

### K
- Karl Marx (Carl Marx; 1818–1883), deutscher Philosoph, Journalist, Ökonom und Politiker
- Karl von Marx (1832–1890), deutscher Chemiker und Hochschullehrer
- Karl Marx (Politiker) (1844–1914), deutscher Metzger und Politiker
- Karl Marx (Journalist) (1897–1966), deutscher Journalist und Herausgeber
- Karl Marx (Komponist) (1897–1985), deutscher Komponist
- Karl Marx (Manager) (1920–nach 1971), deutscher Ingenieur und Wirtschaftsmanager
- Karl Marx (Maler) (1929–2008), deutscher Maler und Hochschullehrer
- Karl Felix Marx (1877–1955), Schweizer Fotograf
- Karl Friedrich Heinrich Marx (1796–1877), deutscher Mediziner
- Karl-Heinz Marx (1923–1964), deutscher Fußballspieler und -trainer
- Karl Michael Marx (1794–1864), deutscher Physiker
- Karl T. Marx (1902–1997), US-amerikanischer Wirtschaftsmanager, Schriftsteller und Sammler
- Karl Theodor Marx (1892–1958), deutscher Verwaltungsbeamter
- Katja Marx (* 1965), deutsche Journalistin und Medienmanagerin
- Kitty Marx-Steinschneider (1905–2002), deutsche Literaturwissenschaftlerin
- Klaus Marx (* 1938), deutscher Violoncellist und Hochschullehrer
- Kurt Becker-Marx (1921–2004), deutscher Verwaltungsjurist

### L
- Laura Marx (1845–1911), Tochter von Karl Marx und Jenny Marx, siehe Laura Lafargue
- Leo Marx (1919–2022), amerikanischer Technikhistoriker
- Leopold Marx (1889–1983), deutscher Schriftsteller, Dichter und Fabrikant
- Lilli Marx (Lilli Behrendt, 1921–2004), Journalistin und jüdische Verbandsfunktionärin
- Lothar Franz Marx (1764–1831), deutscher römisch-katholischer Theologe
- Ludwig von Marx (1825–1893), deutscher Bankier
- Ludwig Marx (Dichter) (1891–1964), deutscher Lehrer und Dichter
- Ludwig Marx (Widerstandskämpfer) (1892–1959), deutscher Widerstandskämpfer

### M
- Malcolm Marx (* 1994), südafrikanischer Rugby-Union-Spieler
- Manuela Marx (* 1947), deutsche Schauspielerin
- Marcia Marx Bennett (* 1931), mexikanische Künstlerin
- Marcus Jacob Marx (1743–1789), deutscher Mediziner und kurfürstlicher Hofmedicus
- Mareike Marx (1984), deutsche Schauspielerin und Theaterleiterin
- Mareile Marx (* 1962), deutsche Filmeditorin
- Margarethe Marx-Kruse (1897–nach 1937), deutsche Stillleben-, Figuren- und Landschaftsmalerin sowie Kunstgewerblerin und Autorin
- Maria Marx (Schauspielerin), deutsche Schauspielerin
- Maria Marx (Politikerin) (* 1950), deutsche Politikerin (Bündnis 90/Die Grünen)
- Marianne Marx-Figini (?–2005), deutsche Chemikerin
- Marina Marx (* 1990), deutsche Schlagersängerin
- Marius Marx (* 1968), deutscher Schauspieler, Sprecher und Musiker.
- Marx Jacob Marx (1743–1789), deutscher Arzt, siehe Marcus Jacob Marx
- Mauritz David Marx (1815–1819), Bruder von Karl Marx, siehe Geschwister Marx#Mauritz David Marx
- Max Marx (1874–1939), österreichischer Theaterschauspieler
- Maxine Marx (1918–2009), US-amerikanische Autorin und Schauspielerin
- Melanie Marx (* 1975), deutsche Schauspielerin
- Micha Marx (* 1985), deutscher Kabarettist, Comedian und Cartoonist
- Michael Marx (Musiker, † 1914) (vor 1885–1914), deutscher Klarinettist
- Michael Marx (Musiker) (1955–2022), deutscher Musiker und Komponist
- Michael Marx (Fechter) (* 1958), US-amerikanischer Fechter
- Michael Marx (Radsportler) (* 1960), deutscher Radrennfahrer
- Michael Marx (Journalist) (* 1966), deutscher Journalist und Fernsehmoderator
- Michael Marx (Arabist) (* 1971), deutscher Orientalist, Koranforscher (Corpus Coranicum)
- Michael Marx (Faustballspieler) (* 1984), deutscher Faustballer
- Michaela Kopp-Marx (* 1963), deutsche Literaturwissenschaftlerin
- Minnie Marx (Miene Schöneberg, 1865–1929), Mutter und Managerin der Marx Brothers
- Miriam Marx (* 1987), deutsche Fußballtrainerin und Fußballspielerin

### N
- Nikolaus Marx (* 1938), deutscher Ingenieur und Hochschullehrer
- Nina Marx (* 1973), deutsche Juristin, Richterin am Bundesgerichtshof

### O
- Olaf Dante Marx (oder Olaph-Dante Marx, 1957–1993), deutscher Journalist und Musikkritiker
- Olga Marx (1894–nach 1980), US-amerikanische Literaturwissenschaftlerin und Übersetzerin
- Oristelle Marx (* 1971), französische Rollstuhltennisspielerin
- Otto Marx (Klavierbauer) (1871–1964), deutscher Musikinstrumentenrestaurator und Klavierbauer
- Otto Marx (KZ-Kommandant) (1873–1948), deutscher KZ-Kommandant
- Otto Marx (Maler) (1887–1963), deutscher Maler und Kunstlehrer
- Otto Marx (Agrarwissenschaftler) (1897–1974), deutsch-australischer Agrar- und Milchviehwissenschaftler
- Otto Marx (Landrat) (1898–nach 1945), deutscher Landrat
- Otto Marx (Schauspieler) (um 1906–nach 1946), deutscher Schauspieler und Regisseur
- Otto Marx (Mediziner) (1929–2012), US-amerikanischer Psychiater und Psychiatriehistoriker

### P
- Patricia Marx (* 1975), US-amerikanische Schriftstellerin und Humoristin
- Paul Marx (Schauspieler) (1879–1956), österreichischer Schauspieler und Regisseur
- Paul Marx (Bankier) (1888–1952), deutscher Bankier
- Paul Jean Marx (1935–2018), französischer Ordensgeistlicher, römisch-katholischer Bischof von Kerema
- Peter Marx (Architekt) (1871–1958), deutscher Architekt
- Peter Marx (Schauspieler, 1914) (1914–1978), deutscher Schauspieler
- Peter Marx (Mediziner) (* 1937), deutscher Neurologe
- Peter Marx (Politiker) (1956–2022), deutscher Politiker (NPD)
- Peter Marx (Schauspieler, 1958) (auch Peter Slutsker; * 1958), US-amerikanischer Schauspieler
- Peter W. Marx (* 1973), deutscher Theaterwissenschaftler
- Philipp Marx (* 1982), deutscher Tennisspieler

### R
- Rainer Marx (* 1943), deutscher Radsportler
- Reinhard Marx (Rechtsanwalt) (* 1946), deutscher Rechtsanwalt
- Reinhard Marx (* 1953), deutscher Geistlicher, Erzbischof (und Kardinal) von München und Freising
- Richard Marx (* 1963), US-amerikanischer Musiker
- Robert Marx (Rechtsanwalt) (1883–1955), deutscher Rechtsanwalt und Syndikus
- Robert Marx (Rabbiner) (1928–2021), US-amerikanischer Reform-Rabbiner
- Robert D. Marx (* 1979), deutscher Musicaldarsteller
- Robert F. Marx (1936–2019), US-amerikanischer Unterwasserarchäologe
- Roberto Burle Marx (1909–1994), brasilianischer Landschaftsarchitekt und Künstler
- Roger Marx (1859–1913), französischer Kunstkritiker
- Rolf Marx (* 1957), deutscher Jazzmusiker
- Rudolf Marx (Jurist) (1880–1961), deutscher Jurist und Ministerialbeamter
- Rudolf Marx (Verleger) (1899–1990), deutscher Verleger
- Rudolf Marx (Mediziner) (1912–1990), deutscher Internist und Hämatologe
- Rudolf Marx (Landrat) (* 1943), deutscher Landrat

### S
- Salomon Marx (Industrieller) (1866–1936), deutscher Industrieller, Bankier und Politiker
- Salomon Marx (Kaufmann) (1873–1942), deutscher Kaufmann und Möbelhändler
- Samuel Marx (Rabbiner) (um 1775–1827), deutscher Rabbiner
- Samuel Marx (Filmproduzent) (1902–1992), US-amerikanischer Filmproduzent, Drehbuchautor und Schriftsteller
- Siegfried Marx (1935–1995), deutscher Astronom
- Sonja Marx (* 1969), deutsche Journalistin, Hörfunk- und Fernsehmoderatorin
- Sophia Marx (1816–1886), Schwester von Karl Marx, siehe Geschwister Marx#Sophia Marx
- Sophia Marx (Malerin) (1896–1985), deutsche Malerin
- Stefan Marx (Fußballspieler) (* 1969), deutscher Fußballspieler
- Stefan Marx (Zeichner) (* 1979), deutscher Zeichner und Künstler
- Steffen Marx (* 1969), deutscher Bauingenieur und Hochschullehrer
- Sue Marx (1930–2023), US-amerikanische Filmproduzentin und Filmregisseurin
- Susanne Marx (* 1966), deutsche Sachbuchautorin, Dozentin und Therapeutin für Klopfakupressur
- Sven Marx (* 1967), deutscher Radreisender und Abenteurer

### T
- Theodor Marx (Architekt) (1833–1890), deutscher Architekt, Hofarchitekt Kaiser Peters II. von Brasilien
- Theodor Marx (Theologe) (1871–1963), deutscher Theologe, Vorsitzender der Deutschen Unitätsdirektion
- Theodor Marx (Chemiker) (1881–1955), deutscher Chemiker und Bodenkundler
- Theodor Marx, eines der Pseudonyme des Künstlers A. R. Penck (1939–2017)
- Théodore Marx (1932–2010), deutscher Maler luxemburgischer Herkunft
- Thomas Marx (1941–2003), deutscher Jurist, Anwalt und Fachautor
- Thorben Marx (* 1981), deutscher Fußballspieler
- Thorsten Marx (* 1968), Offizier der Deutschen Marine
- Tom Marx (* 1994), niederländischer Eishockeyspieler
- Tzvi Marx (* 1942), amerikanischer Rabbiner

### U
- Ulrich Marx (* 1943), deutscher Unternehmer

### V
- Vivien Marx, deutsch-amerikanische Wissenschaftsjournalistin

### W
- Walter Marx (Chemiker) (1907–1984), deutscher Ingenieur und Professor für Physikalische Chemie
- Walter Marx (Widerstandskämpfer) (1926–2013), deutschamerikanischer Widerstandskämpfer, Partisan und Überlebender des Holocaust
- Walter Marx (Rennrodler) (* 1978), slowakischer Rennrodler
- Walter Burle Marx (1902–1990), brasilianischer Pianist, Komponist und Dirigent
- Werner Marx (Generalvikar) (1746–1806), deutscher Geistlicher und Theologe
- Werner Marx (Philosoph) (1910–1994), deutscher Philosoph
- Werner Marx (Politiker, 1916) (1916–1980), deutscher Politiker (DBD)
- Werner Marx (Politiker, 1924) (1924–1985), deutscher Politiker (CDU)
- Wilhelm Marx (Politiker, 1851) (1851–1924), deutscher Jurist und Politiker
- Wilhelm Marx (1863–1946), deutscher Jurist und Politiker (Zentrum), Reichskanzler
- Wilhelm Marx (Pädagoge) (1906–1988), deutscher Pädagoge und Schulleiter
- Wilhelm Marx von Marxberg (1815–1897), österreichischer Jurist und Polizeipräsident
- Willi Marx (* 1947), deutscher Politiker (SPD)
- Willy Marx (1878–1933), deutscher Kaufmann
- Wolfgang Marx (Philosoph) (1940–2011), deutscher Philosoph
- Wolfgang Marx (Psychologe) (* 1943), deutscher Psychologe und Hochschullehrer
- Wolfgang Marx (Politiker) (* 1965), deutscher Politiker (SPD)

### Z
- Zeppo Marx (Herbert Marx, 1901–1979), US-amerikanischer Schauspieler, Mitglied der Marx Brothers